# マルタワイン

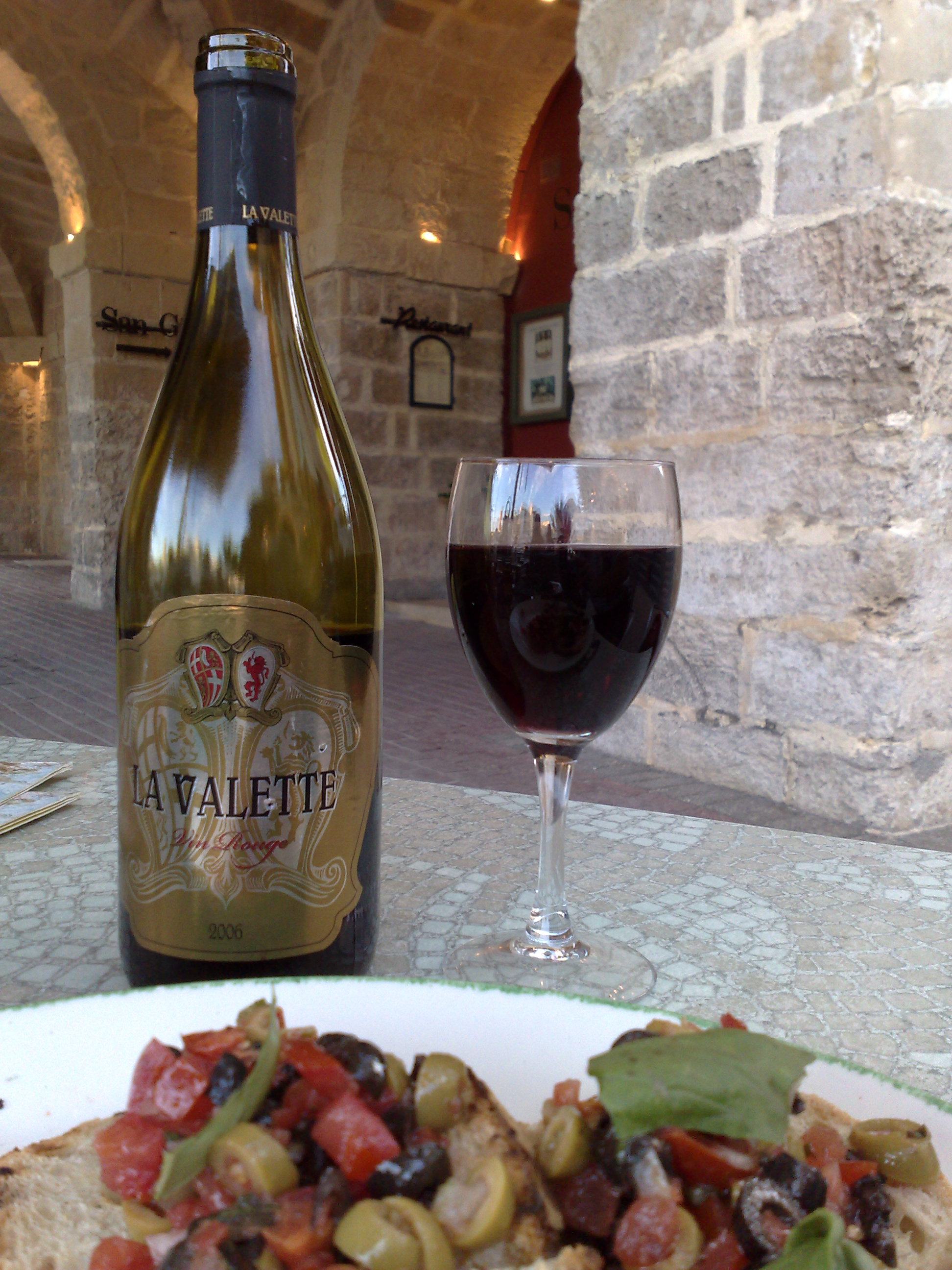
ラ・バレッテのワイン

マルタワインは南ヨーロッパの島国マルタで生産されるワイン。

## 歴史
マルタのワイン生産の起源は、2000年以上前のフェニキア人の時代に遡る。20世紀初頭になり、マルソヴィンと エマニュエル・デリカータというマルタを代表する2つのワイナリーが設立された。1970年代からワイン生産はより深刻な状況となり、世界的なブドウの品種が栽培され始めた。2004年にマルタが欧州連合 (EU)に加盟した後、保護関税が撤廃され、生産者達は特に高級DOK (原産地保証)ワインに焦点を当てたより高品質なワインの生産に焦点を見出した。
近年、マルタワインの需要が高まるにつれ、一部のワイナリーでは輸入ブドウを使いたいという要望がなされるようになった。というのも、マルタ島では住居や観光地も伸長しているため、農地面積はどうしても限られてしまうのである。ワイナリーが連なる公式の観光ルートのようなものはないが、首都のバレッタではワイン祭りが開かれている。2005年には630トンのワインが島内で生産された。

## ワインの特徴
今日マルタで栽培されているブドウ品種は、ゲレザ (ブドウ) (赤)とイルゼンティナ (白)の2つの固有種と、いくつかの国際品種がある。マルソヴィンの カサール・デ・マルタはマルタの伝統的なスパークリングワインで、シャンパンと同じ "methode traditionelle"の製法で作られている。

## ワイナリー
島内には5つの主要なワイン製造メーカーがあり (マルソヴィン、エマニュエル・デリカータ、カミレーリワイン、モンテクリスト、メリディアーナ)、それらの全てが何らかの形でセラーツアーやワインテイスティングの催しを行っている。1907年にはデリカータが、1919年にはマルソヴィンが設立され、どちらもパウラの近くに立地している。メリディアーナは1987年に設立された。残りの2つはマルタのブドウ栽培が高品質生産で成長した2000年代になって建てられた。
マルタの姉妹島であるゴゾ島では2つのワイナリーが存在する。これらはI.G.TとD.O.Kのワインの範囲を生産しているタメナエステートと、タル・マッサーワイナリーである。

## オルミワインフェスティバル
オルミワインフェスティバルとは、クミタット・フェスティ・エステルニ（外部お祭り委員会）によって2005年の9月から毎年9月の第1週にマルタのオルミオルミで開催されているイベントである。この祭りはオルミの聖ジョージ教区協会の前の街道で行われる。2日間のフリーイベントでは、島内各地からの振興イベントが催される。ワイン、絵画、写真、花、オルミで発見されたその他の歴史的・文化的遺産を並べた5つの展覧会がオルミワインフェスティバルの期間を通して同時に開催される。